# 平义分站
平义分站是一个京通铁路上的铁路车站，位于北京市怀柔区桥梓镇平义分村，建于1976年，目前为四等站，邮政编码为102212。目前货运仅办理中国航天科技集团公司第一研究院第312站专用线的发到。